# Herman II van Winzenburg
Herman II van Winzenburg (circa 1110 - 29 januari 1152) was de zoon van graaf Herman I van Winzenburg en diens tweede vrouw Hedwig. Dit was ofwel Hedwig van Assel-Woltingerode ofwel Hedwig van Carniola-Istria. In 1138 volgde hij zijn vader op als graaf van Winzenburg, maar verwierf nooit de machtige positie die zijn vader had.

## Levensloop
Als graaf van Winzenburg werd Herman II gesteund door Koenraad III van het Heilig Roomse Rijk. Hij zag Herman namelijk als iemand die het Beierse huis Welf, tegenstanders van Koenraad III, zou kunnen verslaan. In leen kreeg hij het kasteel Plesseburg van Paderborn en Herman liet zichzelf vaak Herman van Plesse noemen. Hij was een vazal van de aartsbisschop van Mainz.
Bij de opvolgingscrisis van het Heilig Roomse Rijk in 1138 koos Herman de zijde van Koenraad III en was een opponent van het huis Welf en het huis Northeim. In 1140 verzoende hij zich echter met de Northeims. Nadat in 1144 graaf van Northeim Siegfried IV van Boyneburg zonder nakomelingen overleed, erfde hij de kastelen van Bomeneburg en Boyneburg. Hermans jongere broer Hendrik van Assel hertrouwde korte tijd later met Siegfrieds weduwe Richeza. 
Herman, die veel landgoederen bezat, slaagde er ook in om bezittingen van andere erfgenamen van Siegfried af te kopen, zoals het kasteel van Homburg. Ook kregen Herman en zijn broer Hendrik landgoederen in leen van Koenraad III. Tegelijkertijd beheerde Herman de goederen in leen die hij van de aartsbisschop van Mainz had gekregen en meerdere kloosters die zijn familie in handen had. 
In 1142 huwde hij met Elisabeth van Oostenrijk (1124-1143), een halfzus van Koenraad III van het Heilig Roomse Rijk en dochter van markgraaf Leopold III van Oostenrijk. Op deze manier werd hij familie van Koenraad III en Herman werd beschouwd als keizerlijke prins. Hij behoorde tot de dichtste koninklijke entourage. Dit bleef ook zo nadat Elisabeth in 1143 in het kraambed stierf. In 1148 hertrouwde hij met Luitgardis van Stade, weduwe van koning Erik III van Denemarken. Met haar kreeg hij drie kinderen:
- een onbekende dochter (1149 - voor 1204), gehuwd met Hendrik III van Schwarzburg en daarna met Ulrich I van Wettin.
- een tweede onbekende dochter (geboren in 1150), gehuwd met Boris van Zuid-Jutland, een achterneef van koning Erik I van Denemarken.
- Hedwig (geboren in 1151), proostes van de Abdij van Gandersheim.

Herman had vaak conflicten met de bisschop van Halberstadt en de abten van de Abdij van Corvey over de gronden in leen die hij van hen had gekregen. In 1150 dwong hij ook de prins-bisschop van Hildesheim om hem het kasteel van Winzenburg terug te geven. 
Herman werd hierom erg gehaat door de ministerialen van de kerk van Hildesheim. In de nacht van 29 januari 1152 drongen twee ministerialen het kasteel van Winzenburg en vermoordden er Herman en zijn zwangere vrouw Luitgardis er met hun zwaard. De ene moordenaar werd in 1156 onthoofd en de andere verloor een gerechtelijk tweegevecht en werd verbannen naar een klooster in Halle an der Saale. Na zijn dood gingen de bezittingen van Herman naar Hendrik de Leeuw, aangezien die een ver familielid van hem was.